# ルイージ・マンチネッリ
ルイージ・マンチネッリ（Luigi Mancinelli, 1848年2月5日 - 1921年2月2日）は、イタリアの指揮者、作曲家。

## 略歴
マンチネッリとほぼ活動時期を同じくするフランコ・ファッチョ、アンジェロ・マリアーニが母国、それもミラノを中心に活躍したのに対し、マンチネッリは国内にあってはペルージャ、ローマ、ボローニャ等で、海外においてはマドリッド、ロンドン、ブエノスアイレス、ニューヨークで精力的に指揮を執った。のち、ボローニャ音楽院院長を経てニューヨークのメトロポリタン歌劇場指揮者。故国では「お国もの」のオペラすなわちジュゼッペ・ヴェルディやジャコモ・プッチーニの作品より、ワグネリズムを積極的に紹介した。作曲家として数点の歌劇、オーケストラ曲、さらには映画音楽をのこす。生地オルヴィエートの歌劇場は、マンチネッリの遺徳を顕彰し、「マンチネッリ劇場」と名付けられている。なお、作曲家マンチネッリの代表作『パオロとフランチェスカ』は、20世紀初頭、ヴェリズモ全盛期のイタリア音楽界にあってワーグナー主義の影響を強く受けた異色作である。

## 作品
- 歌劇『プロヴァンスの島』（1884年）
- 歌劇『エロとレアンドロ』（1897年）
- 歌劇『パオロとフランチェスカ』（1907年）
- 歌劇『夏の夜の夢』（1917年）

## 註記
Wagnerism glbtq.com

## リンク
Metropolitan Opera, Mancinelli, Luigi (Conductor), performance record on the MetOpera Database